# Ernst Ehrler
Ernst Ehrler (* 14. Mai 1945; † 11. Mai 2024) war ein Schweizer  Klavierspieler, Sänger und Alleinunterhalter.

## Leben
Der gelernte Bankkaufmann spielte neben seiner Solokarriere in den Ländlerkapellen Echo vom Tödi, Wicki-Lüönd, Handorgelduett Imholz-Zehnder, Röbi Wicki, Handorgelduett Dolfi und René Rogenmoser, Kaspar Gander, Lüönd-Ulrich, Kapelle Fronalp, Handorgelduett Rogenmoser-Zahner und Kapelle Joe Wiget. Er lebte in  Schwyz. 2010 kam seine erste CD unter eigenem Namen heraus. Im Jahre 1993 durfte er sich als Nüsslerkönig, als bester Narrentänzer der Schwyzer Fasnacht, feiern lassen.

## Diskographie
- ERNSThaft, 2010, Label: Adler (Phono-Vertriebs GmbH)